# Hipparchia punctata
Hipparchia punctata är en fjärilsart som beskrevs av Aigner 1906. Hipparchia punctata ingår i släktet Hipparchia och familjen praktfjärilar. Inga underarter finns listade i Catalogue of Life.